# Carl Lebon
Carolus Constantius Joannes (Carl) Lebon (Antwerpen, 25 mei 1897 – 29 januari 1983) was een Belgisch advocaat en politicus voor de CVP.

## Levensloop
Hij was de zoon van Hector Lebon, voormalig waarnemend burgemeester van Antwerpen.
Hij was secretaris van de minister van Financiën. Zelf was hij ook politiek actief, zo was hij gemeenteraadslid en havenschepen te Antwerpen van 1950 tot 1958. Daarnaast was hij voorzitter van de Vereniging van Belgische Steden en Gemeenten (VBSG) van 1956 tot 1959.